# Steyr WD 113
Der Steyr WD 113 ist ein stehender Einzylinderdieselmotor von Steyr Daimler Puch, der von 1949 bis 1975 gebaut wurde. Der Motor ist sowohl als Stationärmotor, als auch für den Einsatz als Einbaumotor, zum Beispiel in Booten und als Schleppermotor, konzipiert.

## Technik
Der WD 113 ist ein stehender Viertakt-Einzylinder-Dieselmotor mit Wasserkühlung, Druckumlaufschmierung und Vorkammereinspritzung. Sein Hubraum beträgt 1.330 cm3. Der Hubraum ergibt sich aus einer Zylinderbohrung von 110 mm und einem Kolbenhub von 140 mm. Das Gehäuse ist aus Grauguss hergestellt, der Zylinder hat eine nasse, also vom Kühlwasser umspülte Zylinderlaufbuchse. Der Kolben mit vier Kolbenringen und zwei Ölabstreifringen ist aus Leichtmetall. Der Kolbenbolzen ist mit Seegerringen gegen seitliches Wandern gesichert. Das Pleuel ist geschmiedet und geteilt, die Lagerschalen können ausgewechselt werden. Zur Wartung können Pleuel und Kolben nach Demontage des Zylinderkopfes von oben aus dem Motorgehäuse entnommen werden. Die Kurbelwelle ist rollengelagert. Sie treibt über Stirnräder eine seitlich im Kurbelgehäuse liegende Nockenwelle an. Die Nockenwelle betätigt über Stößel, Stoßstangen und Kipphebel die beiden hängenden Ventile im Zylinderkopf. Die Nockenwelle betätigt über Rollenstößel ebenfalls die senkrecht im Motorgehäuse stehende Einspritzpumpe, die mit einer Einspritzleitung mit der Einspritzdüse verbunden ist, die im 45°-Winkel im Zylinderkopf sitzt. Sie spritzt in eine Vorkammer ein.
Die Ansaugluft wird von einem Ölbadluftfilter mit Zyklonvorfilter gereinigt und durch den Kolbenhub in den Brennraum gesaugt. Als Kühler dient ein Überdruckröhrenkühler, der von einem Ventilator gekühlt wird. Ventilator und Wasserpumpe werden von einem Keilriemen von der Kurbelwelle aus angetrieben. Der Kühler ist deshalb als Überdruckkühler ausgeführt, damit das Kühlwasser bei reduziertem Außendruck, etwa bei Gebirgshöhen, nicht anfängt zu kochen. Im Winter kann der Kühler mit einer Jalousie verschlossen werden, damit das Kühlwasser sich schneller aufheizen kann. Geschmiert wird der Motor mit einer Druckumlaufschmierung, die von einer Zahnradölpumpe aufrechterhalten wird. Das Schmiersystem dient passiv auch der Kühlung des Motors. Von der Ölwanne wird das Öl durch ein Ölsieb und dann durch einen Spaltfilter gepresst, von wo es zum Teil durch das Kurbelgehäuse und zum anderen Teil durch eine Ölleitung zum Öldruckanzeiger fließt. Durch die hohlen Stoßlstangen gelangt das Öl auch in den Zylinderkopf, wo es die Kipphebel schmiert.
Vor dem Motorstart wird die Vorkammer mit einer Glühkerze vorgeheizt. An der Einspritzpumpe ist ein Druckknopf angebracht, dessen Betätigung einen Starthilfemechanismus aktiviert, sodass die Einspritzpumpe mehr Kraftstoff fördert. Weiters kann mit einer Dekompressionsvorrichtung das Ventilspiel verändert werden, sodass die Ventile nicht mehr vollständig schließen und der Widerstand beim Andrehen des Motors reduziert wird. Der Motor kann wahlweise mit einer Handkurbel angedreht, oder mit einem elektrischen Anlasser gestartet werden. Motoren mit Anlasser haben auch eine Lichtmaschine, die vom selben Keilriemen wie die Wasserpumpe angetrieben wird.

## Technische Daten
| Kenngrößen                         | WD 113a                        |
| Funktionsprinzip                   | Viertaktdieselmotor            |
| Kühlung                            | Wasserumlaufkühlung            |
| Betriebstemperatur des Kühlwassers | 70–90 °C                       |
| Schmierung                         | Druckumlaufschmierung          |
| Minimaler Öldruck                  | 0,98 bar                       |
| Ventilsteuerung                    | OHV-Ventilsteuerung            |
| Minimales Ventilspiel              | 0,2 mm                         |
| Einspritzpumpe                     | Friedmann & Maier P 11 B7–2,14 |
| Förderbeginn                       | 18°–21° vor OT                 |
| Bohrung × Hub                      | 110 mm × 140 mm                |
| Hubraum                            | 1.330 cm3                      |
| Verdichtungsverhältnis             | 21:1                           |
| Nenndrehzahl                       | 1.500 min−1                    |
| Spezifischer Kraftstoffverbrauch   | 258 g/kWh                      |

### Leistungsdiagramm
Beachtet werden muss, dass die Leistungsangaben des Herstellers nicht unter DIN-70020-Bedingungen gemessen wurden, der Lüfter sowie die Lichtmaschine wurden für die Angabe der Leistung abgebaut. Tatsächlich ist die Leistung des Motors gemessen nach DIN-70020 geringer als 11 kW (15 PS). Der Motor zeichnet sich durch ein fast gleichbleibendes Drehmoment im gesamten Drehzahlband aus, was eine beinahe lineare Leistungszunahme bei steigender Drehzahl bedeutet.
Bei 1.013 mbar Luftdruck, 20 °C, ohne Lüfter, ohne Lichtmaschine

## Quelle
- Steyr-Diesel-Traktor Einzylinder-Exportmodell Typ T84 - Beschreibung - Bedienung - Pflege. 2. Auflage, Steyr, März 1957.